# Blind Melon (album)
Blind Melon è il primo ed eponimo album in studio del gruppo rock statunitense Blind Melon, pubblicato nel 1992 dalla Capitol Records.

## Tracce
1. Soak the Sin – 4:01
2. Tones of Home – 4:26
3. I Wonder – 5:31
4. Paper Scratcher – 3:14
5. Dear Ol' Dad – 3:02
6. Change – 3:41
7. No Rain – 3:37
8. Deserted – 4:20
9. Sleepyhouse – 4:29
10. Holyman – 4:47
11. Seed to a Tree – 3:29
12. Drive – 4:39
13. Time – 6:02

## Formazione
- Shannon Hoon - voce, chitarra acustica
- Brad Smith - basso, flauto, cori
- Rogers Stevens - chitarra
- Christopher Thorn - chitarra, mandolino
- Glenn Graham - batteria, percussioni
- Ustad Sabri Khan - sarangi in Sleepyhouse

## Classifiche
| Classifica (1993) | Posizione raggiunta |
| ----------------- | ------------------- |
| Stati Uniti       | 3                   |